# Digenis Morphou
Digenis Akritas Morphou (în greacă Διγενής Ακρίτας Μόρφου), cunoscut ca Morphou, este un club de fotbal care își are activitatea în orașul Morphou din Cipru.